# Alka-Seltzer

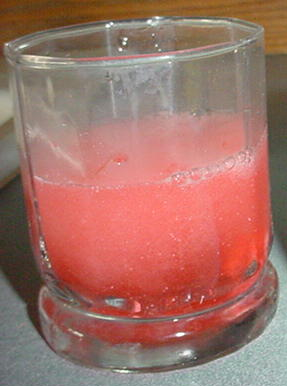
Tableta de Alka Seltzer Plus de cereza disolviéndose en agua.

Alka-Seltzer es la marca comercial de un medicamento antiácido cuya presentación es en comprimidos efervescentes de venta sin receta manufacturado por el laboratorio Bayer Schering Pharma. Contiene en su composición ácido acetilsalicílico, ácido cítrico, fosfato de calcio y bicarbonato de sodio como sustancias activas. Se utiliza para el alivio sintomático de las molestias gástricas y pulmonar ocasionales relacionadas con hiperacidez (acidez de estómago, ardores).

## Historia
Todo comenzó en el invierno de 1928, cuando Hub Beardsley, presidente de la firma Dr. Miles Laboratories, visitó las oficinas de un periódico local en Elkhart, Indiana. Se padecía aquel año una grave epidemia de gripe, y muchos de los empleados de Beardsley estaban enfermos. Pero éste supo que nadie había dejado de trabajar en el periódico un solo día a causa de la gripe. El director del rotativo explicó que, al primer síntoma de resfriado, distribuía entre su personal una combinación de aspirina y bicarbonato de sodio. Beardsley adaptó la idea de utilizar dos medicamentos antiguos pero cuya combinación constituía una novedad. Puesto que sus laboratorios se habían especializado en remedios de tipo casero, decidió poner a prueba la fórmula y pidió a su químico, Maurice Treneer, que ideara una nueva tableta de aspecto atractivo. Treneer diseñó un comprimido que liberaba las sustancias activas por medio de efervescencia.
Beardsley se llevó consigo una provisión de los comprimidos experimentales en un crucero por el Mediterráneo, y su esposa le aseguró que le curaban sus migrañas. El propio Beardsley se sintió aliviado por ellas después de los excesos en las comidas y en las bebidas. Las ventas de Alka-Seltzer alcanzaron una altura vertiginosa en 1933.
Irónicamente, uno de los ingredientes originales del Alka-Seltzer, la aspirina, es para muchas personas causa de fuertes irritaciones estomacales, y ello indujo a los Laboratorios Miles, a mediados de la década de 1970, a presentar una tableta sin esa sustancia a la que denominaron Alka-2. 
Famoso por aparecer en la canción Supersonic del grupo Oasis.

## Origen del nombre
La parte “Alka” del  ”álcali" y "Seltzer" deriva del poblado alemán Selters, cerca de la sierra Taunus en Hesse, Alemania, donde abundan las fuentes minerales.

## Información del producto
La original Alka-Seltzer fue inventada en 1931 y es una combinación de aspirina (ácido acetilsalicílico), bicarbonato de sodio (NaHCO3), y ácido cítrico, diseñada para tratar el dolor y neutralizar simultáneamente la acidez del estómago.

## Forma farmacéutica
El Alka-Seltzer se proporciona bajo la forma de comprimidos efervescentes grandes, cerca de una pulgada (2.54 cm) de diámetro, que se disuelven en un vaso con agua. Mientras que los comprimidos disuelven, la base (bicarbonato) y el ácido (ácido cítrico) reaccionan para producir dióxido de carbono (de ahí lo de “Seltzer“), que también produce bastante agitación para permitir que los ingredientes activos se disuelvan lentamente.

## Modo de acción
- El ácido acetilsalicílico impide la formación de prostaglandinas en el organismo humano inhibiendo la enzima ciclooxigenasa. El ácido acetilsalicílico reduce la inflamación, la fiebre y el dolor.
- El fosfato de calcio es el principal componente de los huesos y juega un importante papel biológico en la actividad muscular y en la transmisión neuromuscular.
- El bicarbonato de sodio actúa neutralizando el ácido clorhídrico en el estómago. Además es un agente alcalinizante (aumenta el pH) a nivel sistémico y en la orina. El bicarbonato que no interviene en la reacción de neutralización del ácido del estómago se absorbe, y si no existe déficit de bicarbonato en el plasma, es excretado por orina.

## Indicaciones
Alivio del dolor y la fiebre, especialmente en situaciones como resfriados, gripe, dolor de muelas, dolor de la menstruación y dolor neurálgico. Reumatismos musculares, lumbago, ciática

## Química de su efervescencia
| Ácido cítrico | + | Bicarbonato sódico | → | Agua | + | Dióxido de carbono | + | Citrato de sodio |

## Contraindicaciones
Son las mismas de las del ácido acetilsalicílico: El uso en niños con enfermedades febriles agudas, especialmente gripe y varicela, podría estar asociado con el desarrollo de síndrome de Reye (raro pero muy grave). Es preferible evitar el uso de ácido acetilsalicílico en niños con enfermedades virales. No debe tomar Alka-Seltzer en caso de presentar úlcera péptica activa, enfermedades renales, hemofilia o problemas de la coagulación sanguínea y en caso de estar tomando medicamentos anticoagulantes orales. Tampoco debe usarse en caso de dengue, chikunguña o zika.

## Uso en embarazo o lactancia
No se han realizado estudios en mujeres embarazadas. Sin embargo, el uso de ácido acetilsalicílico durante el embarazo, especialmente en el último trimestre, puede complicar el parto y aumentar el riesgo de hemorragia materna o fetal. Por ello no se recomienda el empleo de Alka-Seltzer en mujeres embarazadas. Algunos de los componentes de Alka-Seltzer pasan a la leche materna.

## Uso en niños
No debe administrarse a menores de 12 años, aunque en México se estipula que no debe darse a menores de 19 años.

## Advertencias
Debe evitarse la toma de Alka-Seltzer si se tiene prevista una intervención quirúrgica o dental ya que el ácido acetilsalicílico tiene propiedades de anti-agregación plaquetaria. Debe evitarse el consumo de alcohol mientras se administra este medicamento.

## Ingredientes
- Bicarbonato de sodio.........1976 mg
- Ácido cítrico.......................1000 mg
- Ácido acetilsalicílico...........324 mg

La composición del Alka-Seltzer en España (según el prospecto del fármaco en 2016) es:
El principio activo es Hidrogenocarbonato de sodio. Cada comprimido efervescente contiene 2,1 g (2081,8 mg) de hidrogenocarbonato de sodio (bicarbonato sódico).
Los demás componentes (excipientes) son ácido cítrico anhidro, aspartamo (E-951), manitol (E-421), acesulfamo potásico, aroma de lima-limón, aroma de vainilla y amiflex (compuesto por aminoácidos, ácido glutámico y cloruro de sodio).

## Producción
En México el Alka-Seltzer se produce en la Planta Lerma del Estado de México, tanto para el mercado mexicano como para el exportación, especialmente a los Estados Unidos, Australia y el Lejano Oriente.

## Presentaciones modernas
- Alka-Seltzer clásico
- Alka-Seltzer Allergy
- Alka-Seltzer Plus día (para resfriados, sin causar somnolencia)
- Alka-Seltzer Plus noche (para resfriados)
- Alka-Seltzer Boost con cafeína (como estimulante)